# Serie B 2012-2013 (calcio a 5)
La Serie B 2012-2013 è stato il quindicesimo campionato nazionale di terzo livello e la ventitreesima edizione assoluta della categoria; si è svolto tra il 6 ottobre 2012 e il 6 aprile 2013, prolungandosi fino al 25 maggio con la disputa delle partite di spareggio.
Preso atto della rinuncia di numerose società tra quelle aventi diritto a partecipare alla categoria, il Consiglio Direttivo della Divisione Calcio a 5 ha ridotto l'organico della corrente edizione, operando dodici ripescaggi fino al raggiungimento delle 70 unità. Il riassetto della categoria ha modificato anche la composizione dei gironi, nel tentativo di renderli maggiormente omogenei dal punto di vista geografico. Il meccanismo di promozione alla categoria superiore è rimasto inalterato rispetto alla scorsa stagione: oltre alle vincitrici dei sei gironi salgono in serie A2 anche le due vincitrici dei play-off, a cui accedono le squadre classificatesi tra il secondo e il quinto posto dei sei gironi. Dopo un primo turno preliminare ad eliminazione diretta in cui le squadre dello stesso girone si affrontano in gare di andata e ritorno, segue un secondo turno articolato in triangolari dai quali solo le prime classificate si qualificano alle due finali promozione, giocate in gare di andata e ritorno. È stata invece rinnovata la formula delle retrocessioni, abolendo i play-out: solo l'ultima classificata di ogni girone retrocede nelle categorie regionali.

## Girone A

### Partecipanti
Il girone A comprende sette società provenienti dalla Toscana, tre dal Piemonte e due dall'Emilia-Romagna. Rispetto all'edizione precedente la composizione del girone risulta completamente rivoluzionata con l'inserimento di formazioni toscane ed emiliano-romagnole invece di quelle lombarde e sarde; la continuità è rappresentata dalla presenza della CLD Carmagnola, unica società presente anche nel precedente campionato.
Dalle categorie regionali sono state promosse Futsal Bologna (nuova denominazione dello Studio4), Castellamonte e Futsal Terranuovese, vincitrici dei rispettivi campionati di serie C1, mentre il San Lorenzo della Costa vincitore della serie C della Liguria ha rinunciato all'iscrizione proseguendo la propria attività a livello regionale. Anche Rosta Torino Cesana (fusosi durante l'estate con lo Sporting Rosta), San Vincenzo Genova Futsal e Real Casalgrandese sono ripartite dalle categorie regionali mentre L'Arena è stata incorporata dalla Reggiana. Al loro posto è stato ripescato il retrocesso Pistoia nonché il Bra e la Sangiovannese, finaliste dei play-off nazionali di serie C1.

### Classifica[8]
|  | Pos. | Squadra          | Pt | G  | V  | N | P  | GF  | GS  | DR  |
|  | ---- | ---------------- | -- | -- | -- | - | -- | --- | --- | --- |
|  | 1.   | Carmagnola       | 60 | 22 | 19 | 3 | 0  | 115 | 31  | +84 |
|  | 2.   | Prato            | 43 | 22 | 14 | 1 | 7  | 85  | 64  | +21 |
|  | 3.   | Atlante Grosseto | 41 | 22 | 12 | 5 | 5  | 86  | 72  | +14 |
|  | 4.   | Imola            | 41 | 22 | 13 | 2 | 7  | 91  | 60  | +31 |
|  | 5.   | Bra              | 39 | 22 | 12 | 3 | 7  | 96  | 76  | +20 |
|  | 6.   | Castellamonte    | 38 | 22 | 12 | 2 | 8  | 104 | 79  | +25 |
|  | 7.   | Poggibonsese     | 27 | 22 | 7  | 6 | 9  | 72  | 72  | 0   |
|  | 8.   | CUS Pisa         | 26 | 22 | 7  | 5 | 10 | 68  | 80  | -12 |
|  | 9.   | Bologna 2003     | 23 | 22 | 7  | 2 | 13 | 79  | 89  | -10 |
|  | 10.  | Pistoia          | 18 | 22 | 6  | 0 | 16 | 73  | 126 | -53 |
|  | 11.  | Terranuovese     | 16 | 22 | 5  | 1 | 16 | 70  | 123 | -53 |
|  | 12.  | Sangiovannese    | 8  | 22 | 2  | 2 | 18 | 82  | 149 | -67 |

#### Verdetti[10]
- CLD Carmagnola promosso in serie A2 2013-14.
- Sangiovannese retrocessa in serie C1 2013-14.
- Terranuovese non si iscrive al campionato di serie B, ripartendo dalla serie C1 regionale.

## Girone B

### Partecipanti
Il girone B comprende cinque società provenienti dal Veneto, quattro dalla Lombardia, due dal Trentino-Alto Adige e il solo Palmanova a rappresentare il Friuli-Venezia Giulia. Il girone risulta geograficamente più omogeneo rispetto all'edizione precedente, con l'esclusione delle formazione marchigiane e l'inserimento di quelle lombarde. Alle confermate Bubi Merano, CAME Dosson, Carrè Chiuppano e Jesolo si sono aggiunte il Real Cornaredo e le formazioni bressesi dello "Sport Club Domus" e della "Polisportiva Circolo Giovanile", provenienti dal girone A. Dalle categorie regionali sono state promosse l'Arzignano (assente dalla stagione 1998-99), l'HDI Assicurazioni Trento e il Palmanova (assente dalla stagione 2005-06), vincitrici dei rispettivi campionati di serie C1, mentre il San Damiano vincitore del campionato della Lombardia ha rinunciato alla serie B, proseguendo la propria attività nei campionati regionali. L'Atletico Arzignano, vincitore dei play-off nazionali di serie C1, durante l'estate si è fusa con il Real Cornedo, assumendo la denominazione "Atletico Arzignano Cornedo". Il posto lasciato vacante dal ripescaggio in serie A2 del Lecco è stato riempito dal ripescaggio della formazione cardanese del Football Club Carioca. Lo Sporting Club Domus sconta in questa stagione i 10 punti di penalizzazione comminati dalla Commissione Disciplinare Nazionale per aver fatto giocare nel campionato 2010/11 un giocatore privo dell'idoneità all'attività agonistica.

### Classifica[8]
|  | Pos. | Squadra                    | Pt | G  | V  | N | P  | GF  | GS  | DR  |
|  | ---- | -------------------------- | -- | -- | -- | - | -- | --- | --- | --- |
|  | 1.   | Atletico Arzignano Cornedo | 54 | 22 | 17 | 4 | 1  | 135 | 46  | +89 |
|  | 2.   | CAME Treviso               | 53 | 22 | 17 | 2 | 3  | 110 | 59  | +51 |
|  | 3.   | Real Cornaredo             | 47 | 22 | 15 | 2 | 5  | 160 | 78  | +82 |
|  | 4.   | Jesolo                     | 41 | 22 | 13 | 2 | 7  | 91  | 95  | -4  |
|  | 5.   | PCG Bresso                 | 39 | 22 | 12 | 3 | 7  | 89  | 81  | +8  |
|  | 6.   | Arzignano                  | 38 | 22 | 11 | 5 | 6  | 79  | 55  | +24 |
|  | 7.   | HDI Trento                 | 30 | 22 | 9  | 3 | 10 | 76  | 82  | -6  |
|  | 8.   | Domus Bresso               | 19 | 22 | 9  | 2 | 11 | 78  | 98  | -20 |
|  | 9.   | Carrè Chiuppano            | 16 | 22 | 5  | 1 | 16 | 73  | 125 | -52 |
|  | 10.  | Bubi Merano                | 12 | 22 | 4  | 0 | 18 | 66  | 110 | -44 |
|  | 11.  | Palmanova                  | 12 | 22 | 3  | 3 | 16 | 91  | 159 | -68 |
|  | 12.  | Carioca                    | 9  | 22 | 2  | 3 | 17 | 65  | 125 | -60 |

#### Verdetti[10]
- Atletico Arzignano Cornedo promosso in serie A2 2013-14; la società non si iscrive al campionato di competenza, sciogliendosi; HDI Trento ripescato in serie A2 2013-14; Sporting Club Domus rinuncia all'iscrizione all'iscrizione al campionato di serie B, ripartendo dalla serie C2 regionale; Jesolo non si iscrive al campionato di serie B 2013-14, cessando l'attività sportiva.
- Football Club Carioca retrocesso in serie C1 2013-14.

## Girone C

### Partecipanti
Il girone C comprende quattro società marchigiane, altrettante pugliesi, due società abruzzesi, e una romagnola. Il girone privilegia la dorsale adriatica piuttosto che quella appenninica come nella precedente stagione: l'unica formazione confermata rispetto al 2011-12 è l'esperto Forlì. Dalle categorie regionali sono state promosse Buldog TNT Lucrezia, Salinis e Vis Lanciano, vincitrici dei rispettivi campionati di serie C1 nonché alla prima apparizione nei campionati nazionali. Il CUS Chieti retrocesso dalla serie A2 è stato ripescato nella medesima categoria mentre "ACLI San Giuseppe Jesi", "Fratelli Cambise" (ripartite dalle categorie regionali) e "BFTM Numana Cameranese" (scioglimento della società) hanno rinunciato all'iscrizione. A completamento dell'organico è stata ripescata la retrocessa Barletta Calcio a 5 e il Futsal Barletta.

### Classifica[8]
|  | Pos. | Squadra           | Pt | G  | V  | N | P  | GF  | GS  | DR  |
|  | ---- | ----------------- | -- | -- | -- | - | -- | --- | --- | --- |
|  | 1.   | Forlì             | 57 | 20 | 19 | 0 | 1  | 108 | 41  | +67 |
|  | 2.   | Salinis           | 40 | 20 | 13 | 1 | 6  | 116 | 83  | +33 |
|  | 3.   | Barletta Futsal   | 33 | 20 | 10 | 3 | 7  | 89  | 68  | +21 |
|  | 4.   | CUS Ancona        | 32 | 20 | 10 | 2 | 8  | 83  | 85  | -2  |
|  | 5.   | Porto San Giorgio | 32 | 20 | 10 | 2 | 8  | 80  | 74  | +6  |
|  | 6.   | Barletta          | 30 | 20 | 9  | 3 | 8  | 72  | 73  | -1  |
|  | 7.   | Portos            | 30 | 20 | 9  | 3 | 8  | 78  | 67  | +11 |
|  | 8.   | Manfredonia       | 27 | 20 | 7  | 6 | 7  | 64  | 60  | +4  |
|  | 9.   | Vis Lanciano      | 20 | 20 | 6  | 2 | 12 | 63  | 100 | -37 |
|  | 10.  | Buldog Lucrezia   | 16 | 20 | 5  | 1 | 14 | 51  | 78  | -27 |
|  | 11.  | Real Dem          | 1  | 20 | 0  | 1 | 19 | 36  | 111 | -75 |

#### Verdetti[10]
- Forlì e, dopo i play-off, Salinis promossi in serie A2 2013-14.
- Real Dem retrocessa nei campionati regionali.
- Futsal Portos e Vis Lanciano non si iscrivono al campionato di serie B 2013-14, dismettendo la sezione maschile delle rispettive società.

## Girone D

### Partecipanti
Il girone D comprende sette società pugliesi e due rispettivamente provenienti dalla Campania e dal Molise. Al posto delle formazioni abruzzesi, marchigiane e del Nord della Puglia ora aggregate al girone C, sono state incluse in questo girone Azzurri Conversano, Futsal Bisceglie 1990 (nuova denominazione della ripescata "A.S.D. Olimpiadi"), Sammichele e Virtus Monopoli provenienti dal girone F. Fa ritorno nella categoria dopo tre campionati consecutivi in serie A2 il retrocesso CSG Putignano; dalle categorie regionali sono state promosse l'Aesernia vincitrice del campionato di serie C1 del Molise e la Traiconet Monte di Procida vincitrice dei play-off nazionali di serie C1. Tra le società che non hanno presentato domanda di iscrizione, il Venafro è ripartito dalle categorie regionali mentre "Futsal Afragola 2004" (vincitrice della serie C1 della Campania), "Biancazzurro Fasano" e "Orange Passion" (entrambe retrocesse dalla serie A2) hanno cessato l'attività.

### Classifica[8]
|  | Pos. | Squadra            | Pt | G  | V  | N | P  | GF | GS | DR  |
|  | ---- | ------------------ | -- | -- | -- | - | -- | -- | -- | --- |
|  | 1.   | Aesernia           | 51 | 20 | 17 | 0 | 3  | 93 | 40 | +53 |
|  | 2.   | Sala Consilina     | 47 | 20 | 15 | 2 | 3  | 98 | 48 | +50 |
|  | 3.   | Bisceglie          | 39 | 20 | 12 | 3 | 5  | 75 | 57 | +18 |
|  | 4.   | Real Molfetta      | 33 | 20 | 9  | 6 | 5  | 73 | 56 | +17 |
|  | 5.   | Monte di Procida   | 31 | 20 | 10 | 1 | 9  | 67 | 61 | +6  |
|  | 6.   | Azzurri Conversano | 28 | 20 | 8  | 4 | 8  | 81 | 94 | -13 |
|  | 7.   | Sammichele         | 22 | 20 | 6  | 4 | 10 | 58 | 81 | -23 |
|  | 8.   | CSG Putignano      | 21 | 20 | 5  | 6 | 9  | 58 | 75 | -17 |
|  | 9.   | Campobasso         | 18 | 20 | 5  | 3 | 12 | 51 | 63 | -12 |
|  | 10.  | Giovinazzo         | 18 | 20 | 5  | 3 | 12 | 62 | 85 | -23 |
|  | 11.  | Monopoli           | 5  | 20 | 1  | 2 | 17 | 41 | 97 | -56 |

#### Verdetti[10]
- Aesernia promossa in serie A2 2013-14.
- Virtus Monopoli retrocessa nei campionati regionali.
- Five Campobasso e Real Molfetta non si iscrivono al campionato di serie B 2013-14, ripartendo dai campionati regionali.

## Girone E

### Partecipanti
Il girone E comprende sette società laziali, tre sarde e due umbre. Nell'organico del girone si registrano ben sette defezioni: il Domus Chia (retrocessa dalla serie A2) e il Quartiere Marina (vincitrice della serie C1 della Sardegna) hanno presentato domanda di iscrizione per le categorie regionali; il Sinnai ha dismesso la squadra maschile, proseguendo l'attività nel calcio a 5 femminile; la Civis Colleferro è ripartita dal settore giovanile; Castro Frosinone (retrocesso dalla serie A2), Basilea C5 e Grifo Caminetti hanno invece cessato l'attività. Dalle categorie regionali sono state promosse Futsal Isola e Real Torgianese, vincitrici dei rispettivi campionati di serie C1, nonché il Gala Five Orvietana vincitore play-off nazionali serie C1. Il Castelfontana 2007 ha ceduto il proprio titolo sportivo al rinato Torrino mentre Elmas, Finplanet Fiumicino (che in seguito alla retrocessione nella massima serie ha rinunciato all'iscrizione in serie A2) e Pro Capoterra sono state ripescate a completamento dell'organico.

### Classifica[8]
|                                          | Pos. | Squadra             | Pt | G  | V  | N | P  | GF  | GS  | DR  |
| ---------------------------------------- | ---- | ------------------- | -- | -- | -- | - | -- | --- | --- | --- |
|                                          | 1.   | Orte                | 53 | 20 | 17 | 2 | 1  | 107 | 39  | +68 |
| Vincitrice della Coppa Italia di Serie B | 2.   | Paolo Agus          | 45 | 20 | 14 | 3 | 3  | 110 | 42  | +68 |
|                                          | 3.   | Isola               | 41 | 20 | 13 | 2 | 5  | 102 | 63  | +39 |
|                                          | 4.   | Real Torgianese     | 34 | 20 | 10 | 4 | 6  | 74  | 51  | +23 |
|                                          | 5.   | Carlisport Ariccia  | 29 | 20 | 8  | 5 | 7  | 85  | 68  | +17 |
|                                          | 6.   | Elmas               | 29 | 20 | 9  | 2 | 9  | 74  | 85  | -11 |
|                                          | 7.   | L'Acquedotto        | 28 | 20 | 9  | 1 | 10 | 82  | 89  | -7  |
|                                          | 8.   | Pro Capoterra       | 21 | 20 | 7  | 0 | 13 | 51  | 100 | -49 |
|                                          | 9.   | Torrino             | 17 | 20 | 5  | 2 | 13 | 69  | 110 | -41 |
|                                          | 10.  | Prato Rinaldo       | 14 | 20 | 4  | 3 | 13 | 62  | 91  | -29 |
|                                          | 11.  | Gala Five-Orvietana | 5  | 20 | 2  | 0 | 18 | 56  | 134 | -78 |
|                                          | -    | Fiumicino           | -  | -  | -  | - | -  | -   | -   | -   |

#### Verdetti[10]
- Orte promosso in serie A2 2013-14.
- Paolo Agus ripescata in serie A2 2013-14; Torrino in seguito alla fusione con la Brillante Roma si iscrive al campionato di serie A2 2013-14; Pro Capoterra  non si iscrive al campionato di serie B 2013-14, ripartendo dai campionati regionali; Gala Five-Orvietana non si iscrive al campionato di serie B 2013-14, cessando l'attività sportiva.
- Finplanet Fiumicino esclusa dal campionato dopo la quarta rinuncia (9ª giornata)[16]. Tutte le gare in precedenza disputate dalla società non sono state considerate valide ai fini della classifica.

## Girone F

### Partecipanti
Il girone F comprende sette società calabresi, tre lucane e due siciliane. Dalle categorie regionali sono stati promossi il Calabria Ora Futsal (con sede a Cosenza) e l'APD Melilli in quanto vincitori dei rispettivi campionati di serie C1, il Viagrande vincitore della Coppa Italia di serie C1 (assente dalla stagione 2003-04) e l'Odissea 2000 Rossano C5 vincitrice della fase nazionale dei play-off di serie C1. "L'Eden Policoro" vincitrice della serie C1 della Basilicata non ha presentato domanda di iscrizione, così come il "Gran Mareluna Bagheria" e il "Reggio Vibo Valentia". Le tre società non hanno presentato domanda di istanza al presidente federale, cessando di fatto l'attività sportiva. A completamento dell'organico sono quindi state ripescate l'Atletico Catanzaro Stefano Gallo '79 (nata durante l'estate dalla fusione di "Atletico Catanzaro" e "Catanzarese Stefano Gallo '79") e il Fabrizio C5 nonché le retrocesse Fata Morgana e Mirto C5.

### Classifica[8]
|  | Pos. | Squadra               | Pt | G  | V  | N | P  | GF  | GS  | DR  |
|  | ---- | --------------------- | -- | -- | -- | - | -- | --- | --- | --- |
|  | 1.   | Scanzano              | 60 | 22 | 19 | 3 | 0  | 115 | 48  | +67 |
|  | 2.   | Viagrande             | 47 | 22 | 15 | 2 | 3  | 125 | 79  | +46 |
|  | 3.   | Odissea 2000          | 44 | 22 | 13 | 5 | 4  | 85  | 64  | +21 |
|  | 4.   | Policoro              | 40 | 22 | 13 | 1 | 8  | 103 | 75  | +28 |
|  | 5.   | Fabrizio              | 37 | 22 | 11 | 4 | 7  | 97  | 80  | +17 |
|  | 6.   | Atletico Catanzaro SG | 33 | 22 | 9  | 6 | 7  | 96  | 93  | +3  |
|  | 7.   | Melito                | 30 | 22 | 9  | 3 | 10 | 77  | 73  | +4  |
|  | 8.   | Mirto                 | 26 | 22 | 7  | 5 | 10 | 91  | 94  | -3  |
|  | 9.   | Calabria Ora          | 20 | 22 | 6  | 2 | 14 | 118 | 135 | -17 |
|  | 10.  | Fata Morgana          | 17 | 22 | 5  | 2 | 15 | 82  | 114 | -32 |
|  | 11.  | APD Melilli           | 16 | 22 | 5  | 1 | 16 | 79  | 129 | -50 |
|  | 12.  | Real Team Matera      | 9  | 22 | 3  | 0 | 19 | 41  | 125 | -84 |

#### Verdetti[10]
- Libertas Scanzano e, dopo i play-off, Rossano promossi in serie A2 2013-14.
- Real Team Matera retrocesso ma successivamente ripescata in serie B; Viagrande e Fabrizio ripescate in serie A2 2013-14; Calabria Ora (cessione del titolo sportivo all'Atletico Belvedere) e APD Melilli non iscritte al campionato di serie B 2013-14.

## Play-off

### Primo turno[18][19]
| Squadra 1          | Totale | Squadra 2        | Andata | Ritorno     |
| ------------------ | ------ | ---------------- | ------ | ----------- |
| Bra                | 5 - 9  | Prato            | 3 - 5  | 2 - 4       |
| Imola              | 8 - 10 | Atlante Grosseto | 7 - 7  | 1 - 3       |
| PCG Bresso         | 8 - 9  | CAME Treviso     | 6 - 4  | 2 - 5       |
| Jesolo             | 5 - 8  | Real Cornaredo   | 2 - 2  | 3 - 6       |
| Porto San Giorgio  | 7 - 14 | Salinis          | 3 - 2  | 4 - 12      |
| CUS Ancona         | 3 - 9  | Barletta Futsal  | 3 - 3  | 0 - 6       |
| Monte di Procida   | 3 - 8  | Sala Consilina   | 3 - 1  | 0 - 7       |
| Real Molfetta      | 8 - 3  | Bisceglie        | 6 - 2  | 2 - 1       |
| Carlisport Ariccia | 10 - 7 | Paolo Agus       | 4 - 3  | 6 - 4 (dts) |
| Real Torgianese    | 6 - 13 | Isola            | 4 - 8  | 2 - 5       |
| Fabrizio           | 6 - 11 | Viagrande        | 2 - 7  | 4 - 4       |
| Policoro           | 4 - 18 | Odissea 2000     | 2 - 9  | 2 - 9       |

### Secondo turno

#### 1ª giornata[21]
27 aprile 2013
- Barletta Futsal - CAME Dosson 4-1
- Odissea 2000 Rossano - Real Molfetta 8-1
- Prato - Real Cornaredo 11-4
- Sporting Sala Consilina - Viagrande 5-3

#### 2ª giornata[22]
4 maggio 2013
- CAME Dosson - Coop. Atlante Grosseto 4-3
- Real Cornaredo - Salinis 4-6
- Real Molfetta - Innova Carlisport Ariccia 2-8
- Viagrande - Futsal Isola 7-6

#### 3ª giornata[23]
11 maggio 2013
- Futsal Isola - Sporting Sala Consilina 5-4
- Innova Carlisport Ariccia - Odissea 2000 Rossano 2-3
- Salinis - Prato 6-4
- Coop. Atlante Grosseto - Barletta Futsal 10-3

#### Triangolare 1
|  | Squadra        | P.ti | V | P | S | GF | GS | DR |
|  | -------------- | ---- | - | - | - | -- | -- | -- |
|  | Salinis        | 6    | 2 | 0 | 0 | 12 | 8  | +4 |
|  | Prato          | 3    | 1 | 0 | 1 | 15 | 10 | +5 |
|  | Real Cornaredo | 0    | 0 | 0 | 2 | 8  | 17 | -9 |
|  |                |      |   |   |   |    |    |    |

#### Triangolare 3
|  | Squadra        | P.ti | V | P | S | GF | GS | DR |
|  | -------------- | ---- | - | - | - | -- | -- | -- |
|  | Sala Consilina | 3    | 1 | 0 | 1 | 9  | 8  | +1 |
|  | Isola          | 3    | 1 | 0 | 1 | 11 | 11 | 0  |
|  | Viagrande      | 3    | 1 | 0 | 1 | 10 | 11 | -1 |
|  |                |      |   |   |   |    |    |    |

#### Triangolare 2
|  | Squadra          | P.ti | V | P | S | GF | GS | DR |
|  | ---------------- | ---- | - | - | - | -- | -- | -- |
|  | Atlante Grosseto | 3    | 1 | 0 | 1 | 13 | 7  | +6 |
|  | CAME Treviso     | 3    | 1 | 0 | 1 | 5  | 7  | -2 |
|  | Barletta Futsal  | 3    | 1 | 0 | 1 | 7  | 11 | -4 |
|  |                  |      |   |   |   |    |    |    |

#### Triangolare 4
|  | Squadra            | P.ti | V | P | S | GF | GS | DR  |
|  | ------------------ | ---- | - | - | - | -- | -- | --- |
|  | Odissea 2000       | 6    | 2 | 0 | 0 | 11 | 3  | +8  |
|  | Carlisport Ariccia | 3    | 1 | 0 | 1 | 10 | 5  | +5  |
|  | Real Molfetta      | 0    | 0 | 0 | 2 | 3  | 16 | -13 |
|  |                    |      |   |   |   |    |    |     |

### Terzo turno

#### Andata[24]
| Grosseto 18 maggio 2013, ore 16:00 CET | Atlante Grosseto | 5 – 6 (2-2) referto | Salinis |  |

| Marcianise 18 maggio 2013, ore 16:00 CET | Sala Consilina | 3 – 3 (1-0) referto | Odissea 2000 |  |

#### Ritorno[25]
| Margherita di Savoia 25 maggio 2013, ore 19:30 CET | Salinis | 10 – 3 (1-1) referto | Atlante Grosseto |  |

| Rossano 25 maggio 2013, ore 16:00 CET | Odissea 2000 | 7 – 1 (2-0) referto | Sala Consilina |  |